# Nymphargus laurae
Nymphargus laurae — вид жаб родини скляних жаб (Centrolenidae). Описаний у 2007 році.

## Етимологія
Вид названий на честь Лаури Ередіа, бабусі автора таксона Дієго Франциско Сіснерос-Ередіа.

## Поширення
Ендемік Еквадору. Поширений лише на східному схилі вулкана Сумако в Східних Кордильєрах у провінції Орельяна.

## Опис
Чоловічий голотип мав розмір 19,9 мм.